# Gotra novoguineensis
Gotra novoguineensis is een insect uit de familie van de gewone sluipwespen (Ichneumonidae). De wetenschappelijke naam van de soort werd in 1916 gepubliceerd door Szepligeti.